# Rade de Saint-Denis
La rade de Saint-Denis est une baie du nord de l'île de La Réunion, département d'outre-mer français dans le sud-ouest de l'océan Indien. Délimitée à l'ouest par le cap Bernard et à l'est par la pointe des Jardins, elle abrite Le Barachois, un quartier de Saint-Denis, le chef-lieu. En outre, le cours d'eau appelé rivière Saint-Denis s'y jette à la mer.